# 4182 Mount Locke
4182 Mount Locke (1951 JQ) là một tiểu hành tinh vành đai chính được phát hiện ngày 2 tháng 5 năm 1951 bởi Yerkes-McDonald ở Fort Davis, Texas.